# Kagoshima United Football Club
Maillots
Actualités
Le Kagoshima United FC (鹿児島ユナイテッドFC) est un club japonais de football basé à Kagoshima dans la préfecture du même nom. Le club évolue en J.League 2.

## Histoire
Le Kagoshima United a été créé à la fusion des deux clubs de Kagoshima, le Volca Kagoshima et le FC Kagoshima en 2014 et c'est le 19 novembre 2015 que la J.League annonce la montée du club en J3 League pour la saison 2016.
En 2018 le club finit vice-champion de la J.League 3 et rejoint l'année suivante la J.League 2 mais est relégué la saison suivante en finisant 21e. Le club retourne en J.League 2 en finisant Vice-champion en 2023 lors de la dernière journée de la J.League 3.

## Palmarès
| Compétitions nationales                                                       | Compétitions internationales |
| - Championnat du Japon de troisième division (0) - Vice-champion : 2018, 2023 | - Néant                      |

## Joueurs et personnalités du club

### Entraîneurs
Le tableau suivant présente la liste des entraîneurs du club depuis 2014.
| Rang | Nom             | Période   |
| ---- | --------------- | --------- |
| 1    | Takeshi Okubo   | 2014-2015 |
| 2    | Tetsuya Asano   | 2015-2016 |
| 3    | Yasutoshi Miura | 2017-2019 |

| Rang | Nom           | Période   |
| ---- | ------------- | --------- |
| 4    | Kim Jong-song | 2019-2021 |
| 5    | Arthur Papas  | 2021      |

| Rang | Nom            | Période   |
| ---- | -------------- | --------- |
| 6    | Yasuaki Oshima | 2019-2021 |
| 7    | Nobuhiro Ueno  | 2021-2022 |

| Rang | Nom            | Période   |
| ---- | -------------- | --------- |
| 8    | Naoto Otake    | 2022-2023 |
| 9    | Yasuaki Oshima | 2023-     |

## Bilan saison par saison
Ce tableau présente les résultats par saison de Kagoshima United dans les diverses compétitions nationales et internationales depuis la saison 2016.
| Saison | Championnat | Championnat | Championnat | Championnat | Championnat | Championnat | Championnat | Championnat | Championnat | Championnat | Coupe du Japon | Coupe de la Ligue |
| Saison | Division    | Pos         | Pts         | J           | V           | N           | D           | BP          | BC          | Diff.       | Coupe du Japon | Coupe de la Ligue |
| ------ | ----------- | ----------- | ----------- | ----------- | ----------- | ----------- | ----------- | ----------- | ----------- | ----------- | -------------- | ----------------- |
| 2016   | J3 League   | 5e          | 50          | 30          | 15          | 5           | 10          | 39          | 29          | +10         | 1er tour       | -                 |
| 2017   | J3 League   | 4e          | 55          | 32          | 17          | 4           | 11          | 60          | 27          | +33         | 2e tour        | -                 |
| 2018   | J3 League   | 2e          | 57          | 32          | 16          | 9           | 7           | 46          | 35          | +11         | 2e tour        | -                 |
| 2019   | J2 League   | 21e         | 40          | 42          | 11          | 7           | 24          | 41          | 73          | -32         | 2e tour        | -                 |
| 2020   | J3 League   | 4e          | 58          | 34          | 18          | 4           | 12          | 55          | 43          | +12         | -              | -                 |
| 2021   | J3 League   | 7e          | 40          | 28          | 11          | 7           | 10          | 34          | 35          | -1          | 2e tour        | -                 |
| 2022   | J3 League   | 3e          | 66          | 34          | 21          | 3           | 10          | 55          | 39          | +16         | 2e tour        | -                 |
| 2023   | J3 League   | 2e          | 62          | 38          | 18          | 8           | 12          | 58          | 41          | +17         | 2e tour        | -                 |
| 2024   | J2 League   | 19e         | 30          | 38          | 7           | 9           | 22          | 35          | 59          | -24         | 2e tour        | 1er tour          |
| Saison | Division    | Pos         | Pts         | J           | V           | N           | D           | BP          | BC          | Diff.       | Coupe du Japon | Coupe de la Ligue |
| Saison | Championnat |             |             |             |             |             |             |             |             |             | Coupe du Japon | Coupe de la Ligue |